# 裕加
裕加（ひろか、1月13日 - ）は、日本のタレント、女優。旧芸名：HIROKA、森碕ひろか　本名：森崎 裕加（もりさきひろか）。
兵庫県神戸市出身。吉本興業東京所属。

## 人物
- NSC大阪女性タレントコース5期生へ入学[1]。 在学中からラジオアシスタントなどで活動し、NSC卒業後所属となった。吉本発ガールズユニット（当時）つぼみの元メンバー。お笑い芸人ではないが、あらびき団への出演をきっかけに舞台やイベントでピン芸を披露していた。
- 本名の「裕加」を「ゆうか」と誤読されやすい為、つぼみ在籍時に「HIROKA」という芸名を使っていた。一時期「裕加」をあえて誤読されやすい「ゆうか」と読み芸名としていた（後述）。
- 大丸京都店 うふふガールズブログにてモデルをやっていた。
- スタバ好き。
- キングオブコントに出場する際、三木貴心（現：奈津川みき）と｢まっちうりん｣というコンビを組んでいた。
- 2012年つぼみを卒業。女優に転向する。
- 2015年7月付けでよしもとクリエイティブ・エージェンシー（現・吉本興業）東京に移籍する事を自身のブログで公表した。
- 2016年よりYouTubeチャンネル「HIROKAチャンネル」（のちに「裕加チャンネル」に改名）で「HIROKAの3分ドラマ」を配信開始。その発展形である「HIROKAの10分ドラマ」第３話＜前編＞[2]＜後編＞[3]ではブレイク前のブルゾンちえみ（本名の「しおり」と呼ばれている）がゲストとして出演している。
- 2016年10月1日より芸名を「森碕ひろか」に改名した[4]。
- 本人曰く「機械音痴」。編集担当が不在となってから、YouTubeには編集なしの動画しか配信できなかったが、2017年7月より自身でスマホ等を使って編集した動画を配信するようになる。以降、医者や教師などになりきったロールプレイをはじめとするASMR、踊ってみた、朗読など新境地を開き、YouTuberとしての礎を確立しつつある。
- 2020年9月26日より芸名を「裕加（ゆうか）」に改名した[5]。改名理由は新型コロナウイルス感染拡大の影響で活動の低迷を感じ、心機一転する為。
- 2023年6月2日のYouTube生配信で本名と同じ読みの「裕加（ひろか）」にすることを公表した。

## 出演

### 映画
- 火花
- 初夜と蓮根
- Bの戦場

### テレビドラマ
- 新・ミナミの帝王 （関西テレビ）
  - 第10作「美人詐欺師の罠」（2015年1月12日）
  - 第22作「銀次郎の新たな敵は神様！？」（2023年3月25日）

- 叡古教授の事件簿（2016年5月21日、テレビ朝日） - リポーター 役
- 真夜中の百貨店〜シークレットルームへようこそ〜 （BSジャパン）
  - Season1 第21話「物作りの町から来たバッグ」（2016年8月23日）
  - Season2 第44話「信念と情熱で作る鞄」（2017年2月7日）
- きのう何食べた? 第9話（2019年6月8日、テレビ東京）- 史朗の友人の新婦 役
- 江戸モアゼル 第1話（2021年1月7日、読売テレビ）- 仙夏を携帯電話で撮影する通行人 役
- ソロ活女子のススメ（テレビ東京）
  - シーズン1 第3話（2021年4月16日）- プラネタリウムの係員 役
  - シーズン2 第7話（2022年5月18日）- 温泉巡りをする女性 役
  - シーズン3 第4話（2023年4月27日）- ボードゲームカフェの店員 役
  - シーズン4 第10話（2024年6月6日）- 巨大迷路の客 役
  - シーズン5 第8話（2025年5月22日）- 猿島探検ツアーのナビゲーター 役
- 日本沈没-希望のひと- 第5話（2021年11月14日、TBSテレビ）- 松葉町役場の職員 役
- ブラックガールズトーク 第6話「case11 危険！相談からの略奪女」（2024年3月11日、テレビ東京）- 成美先生役

### 配信ドラマ
- 火花 第7話・第8話（2016年6月3日、Netflix）

### テレビ
- お笑いワイドショー マルコポロリ! - 再現VTR
- アニメ&特撮大好き!O・BA・MA コーナー｢特捜指令!O・BA・BA｣（Music Japan TV）
- あらびき団（2010年6月22日・9月7日）
- ぽじポジたまご コーナー｢めざせ!爆笑王?!｣（2010年9月2日）
- 銀シャリの∞ベイベー - ナレーションのみ
- 銀シャリの5upベイベー - ナレーションのみ
- 唄う!昭和レトロ旅（2022年10月23日 - 、BSよしもと）- ナレーション[6]

### インターネット動画
- つぼみのニコニコランド（ニコニコ動画、水曜出演）
- もっと!桜 稲垣早希（ニコニコ動画） - 不定期出演
- ポジティブに行こう![7]

### ラジオ
- ラジオよしもと むっちゃ元気スーパー!（ラジオ大阪）　水曜日アシスタント
- ラジオよしもと すこぶる元気!（ラジオ大阪、2009年8月7日 - 2010年8月27日）
- とびだしNSC(YES-fm、不定期） - アシスタント

### DVD
- ようこそ桜の季節へ（2009年12月23日発売）
- つぼみの開花宣言!! ～はじめてのDVDガンバリました!～（2011年2月9日発売）

### 舞台
- よしもとルーキーズカップ（2010年5月16日､ヨシモト∞ホール大阪）
- よしもとルーキーズカップ ファイナルステージ（2010年6月12日､ヨシモト∞ホール大阪)
- テンダラー白川・ランディーズ高井・ひまりのミュージックアワー～音人～（2010年12月30日、BIG CAT）
- Magic Spell マジスペ!～魔法の呪文ありますか?～（2010年7月22日 - 25日、京橋花月）
- よしもとガールズウォーカー　～つぼみのお笑い徹底紹介!!～（2011年6月19日、ヨシモト∞ホール大阪）
- THE アイスビールショー ～discotech 真夏のダンスホール～（2011年8月3日、なんばグランド花月） - つぼみダンス選抜ユニットmixの一員として出演
- よしもとガールズウォーカー2　～つぼみのお笑い徹底紹介!!～（2011年8月14日、ヨシモト∞ホール大阪）
- よしもとガールズウォーカー3　～つぼみのお笑い徹底紹介!!～（2011年11月23日、大丸心斎橋劇場）
- THE アイスビールショー（2012年1月15日、5upよしもと） - つぼみダンス選抜ユニットmixの一員として出演
- テンダラーNGKライブ～vol.4～（2012年2月10日、なんばグランド花月）
- ティーアップ漫才攻めIX（2012年2月18日、なんばグランド花月） - ナレーションのみ
- よしもとガールズウォーカー～つぼみのお笑い徹底紹介!!Vol.4～（2012年3月17日、in→dependent theatre 2nd）
- 浅本美加×HIROKA　芝居修行公演 第1弾「COMIC!」（2012年10月5日、道頓堀ZAZA HOUSE）
- 浅本美加×HIROKA　芝居修行公演 第2弾「ヒトノケ」（2013年2月10日、道頓堀ZAZA HOUSE）
- 紅の半纏（2013年11月21日 - 26日、世界館） -  ヒロイン
- 蝶子と吉次郎の家（2015年1月9日 - 12日、近鉄アート館・2016年3月4日 - 6日、三越劇場）
- 佐藤太一郎企画「夏の魔球’15」（2015年6月19日 - 21日、近鉄アート館）
- 劇団ゲキバカ「ＮＢＬ大作戦」（2015年11月7日 - 15日、池袋シアターグリーン）
- ゲズントハイト～お元気で～（2016年10月26日 - 30日、東京芸術劇場シアターイースト）
- Die yet〜正しい寿命の減らし方〜（2017年7月22日 - 26日、R's アートコート）
- 大阪環状線～君の歌声が聴きたくて1985～ 天王寺駅編（2019年12月13日 - 25日、大阪松竹座）
- 愛はお金で買えますか？〜貢ぎ貢がれ編（2021年5月18日- 23日、劇場HOPE)

### イベント
- CORENET.eva（2010年5月5日、TRIANGLE）
- トークライブ（2010年8月12日、園田競馬場）
- よしもと爆笑ビンゴ大会（2011年1月1日・7月30日 11:30～/14:30～、みさき公園）
- 道頓堀盆おどり2012インターナショナル（2012年8月25日）
- コヤブソニック2012（2012年9月29日･30日、舞洲コヤブソニック特設会場）

### ＣＭ
- 551蓬萊